# Zygmunt Scypion Tarło
Zygmunt Scypion Tarło herbu Topór (ur. ok. 1561, zm. we wrześniu 1628) – chorąży przemyski od roku 1606, i kasztelan sądecki od 1613 r.

## Życiorys
Rodzicami jego byli chorąży przemyski Mikołaj Tarło i szlachcianka austriacka Urszula Flitzingerin. Żona Barbara z Sobków od 1589 roku. Z Barbarą miał dzieci. Jego synem był Zygmunt Aleksander Tarło, kanonik krakowski Andrzej Tarło (zm. 1642) i córka Teofila Tarło (1595–1635), która poślubiła księcia Janusza Ostrogskiego (1554-1620) – kasztelana krakowskiego.
Pochowany został w Żarkach we wrześniu 1628 r.